# راژداویتسا
راژداویتسا (به بلغاری: Razhdavitsa) یک منطقهٔ مسکونی در بلغارستان است که در شهرستان کیوستندیل واقع شده‌است.